# Kremenca
Kremenca je naselje v Občini Cerknica.

## Prebivalstvo
Etnična sestava 1991:
- Slovenci: 37 (100 %)